# Cauffry
Cauffry – miejscowość i gmina we Francji, w regionie Hauts-de-France, w departamencie Oise.
Według danych na rok 1990 gminę zamieszkiwało 2137 osób, a gęstość zaludnienia wynosiła 451 osób/km² (wśród 2293 gmin Pikardii Cauffry plasuje się na 127. miejscu pod względem liczby ludności, natomiast pod względem powierzchni na miejscu 900.).